# R-36
R-36 (rusko Р-36; GRAU oznaka: 8K67) je težka medcelinska balistična raketa (MBR), oblikovana v Južmašu v času ZSSR in v uporabi v Strateških raketnih silah Ruske federacije, zmožna zadati termojedrski udar ter premagati močne sisteme zračne obrambe.
Izboljšana različica R-36M velja za najmočnejšo medcelinsko balistično raketo (koristni tovor 8800 kg). Po tehnološki ravni nima analogov. Nekateri analitiki so trdili, da ima ZSSR s to raketo teoretično prednost možnosti prvega jedrskega udara zaradi zelo hitre zmožnosti ponovnega polnjenja, zelo težkega koristnega tovora in izjemno velikega števila jedrskih konic ter vab. Poleg desetih jedrskih konic lahko nosi 40 vab, zaradi česar lahko potencialno premaga sisteme protibalistične obrambe.
Različica R-36orb je sposobna delnega orbitalnega bombardiranja. Takšna raketa zagotavlja več prednosti v primerjavi z običajno MBR. Jedrska konica lahko pride iz katerekoli smeri, zaradi česar mora sovražnik zgraditi občutno dražji protiraketni sistem. Zaradi možnosti dostave bojne glave v orbito in njenega čakanja v orbiti, je možno zmanjšati čas, potreben za udar, na le nekaj minut.
Raketni silosi za R-36 naj bi vzdržali pritisk, veliko večji od 48 MPa (7000 psi).
Kopija rakete R-36 je na ogled v Osrednjem muzeju Strateških raketnih sil v Balabanovem, Kaluška oblast.